# Nils Quaschner
Nils Quaschner est un footballeur allemand né le 22 avril 1994 à Stralsund. Il évolue au poste d'attaquant à Arminia Bielefeld.

## Palmarès

### En club
- Red Bull Salzbourg
  - Championnat d'Autriche en 2015
  - Coupe d'Autriche en 2015

### En équipe nationale
- Allemagne -17 ans
  - Troisième de la Coupe du monde des moins de 17 ans en 2011
    - Finaliste du championnat d'Europe des moins de 17 ans en 2011